# Terminalt objekt
Ett terminalt objekt i en kategori {\displaystyle {\mathcal {C}}} är ett objekt {\displaystyle 1\in {\mathcal {C}}} sådant att det för varje annat objekt {\displaystyle x\in {\mathcal {C}}} finns en unik morfism {\displaystyle x\rightarrow 1}. För ett terminalt objekt {\displaystyle 1} finns alltså en tillordning av en morfism {\displaystyle \operatorname {to} _{1}(x)} till varje objekt x uppfyllande likheterna
{\displaystyle \operatorname {cod} (\operatorname {to} _{1}(x))=1}
{\displaystyle \operatorname {dom} (\operatorname {to} _{1}(x))=x}
och för varje morfism f sådant att 
{\displaystyle \operatorname {cod} (f)=1}
gäller
{\displaystyle f=\operatorname {to} _{1}(\operatorname {dom} (f))}
I termer av mängder av morfismer mellan olika objekt kan det terminala objektet karaktäriseras som att det för godtyckligt objekt {\displaystyle x\in {\mathcal {C}}} gäller
{\displaystyle \operatorname {Hom} (x,1)=\{\operatorname {to} _{1}(x)\}.}
Två terminala objekt i en kategori är unikt isomorfa, ty om {\displaystyle a} och {\displaystyle b} är två terminala objekt finns det enligt definitionen unika morfismer {\displaystyle a\rightarrow b} och {\displaystyle b\rightarrow a}, och dessa är varandras inverser då deras sammansättningar av samma skäl är identitetsmorfismerna hörande till respektive objekt. Det är därför vanligt att tala om "det terminala objektet" i en kategori. 

## Exempel
Många vanliga kategorier har terminala objekt:
- I kategorin av mängder är varje mängd med precis ett element terminalt (vilket motiverar beteckningen {\displaystyle 1} för terminala objekt).
- I kategorin av grupper är gruppen med ett element terminal.
- I kategorin av affina schemata är {\displaystyle \operatorname {Spec} (\mathbb {Z} )} det terminala objektet.
- I kategorin av topologiska rum är rummet med en enda punkt terminalt.
- I en ordnad mängd, betraktad som en kategori, är det största elementet (om ett sådant finns) terminalt.

Andra vanliga kategorier saknar terminala objekt:
- Kategorin av ringar har inget terminalt objekt.
- Den ordnade mängden av heltal, betraktad som en kategori, har inget terminalt objekt (eftersom det inte finns något största heltal).

## Dualitet
Varje kategoriskt begrepp har ett dualt begrepp som erhålls genom att kasta om alla morfismer i definitionen. Under denna dualitet motsvaras terminala objekt av initiala objekt. 